# 狭瓣木属
狭瓣木属（学名：Sumbaviopsis），也称缅桐属，是大戟科下的一个属，为灌木或小乔木植物。该属仅有狭瓣木（Sumbaviopsis albicans）一种，分布于印度、中印半岛至马来西亚。

## 下属物种
本属包括以下物种：
- 缅桐 Sumbaviopsis albicans (Blume) J.J.Sm.，狭瓣木